# 영블러드 (영화)
《영블러드》(영어: Youngblood)는 미국에서 제작된 피터 마클 감독의 1986년 스포츠 드라마 영화이다. 롭 로, 신시아 기브, 패트릭 스웨이지 등이 출연하였고, 패트릭 웰스 등이 제작에 참여하였다.

## 줄거리
내셔널 하키 리그에서 뛰고 싶어하던 뉴욕주 시골 17살 소년 딘 영블러드는 NHL 올스타전 출전 경험이 있는 감독 데릭 서턴에 의해 캐나다 청소년 팀 해밀턴 머스탱스에 발탁된다.

## 출연
- 롭 로
- 에드 로터
- 신시아 기브
- 짐 영스
- 패트릭 스웨이지
- 피눌라 플래너건
- 켄 제임스
- 조지 핀
- 키아누 리브스

## 기타 제작진
- 협력 제작: 마크 앨런, 스티븐 E. 리브킨
- 배역: 페니 페리
- 특수 효과: 빈센트 M. 크리시먼